# 납작얼굴과일먹는박쥐
납작얼굴과일먹는박쥐(Artibeus planirostris)는 주걱박쥐과(신세계잎코박쥐과)에 속하는 박쥐의 일종이다. 남아메리카에 분포한다. 자메이카과일박쥐의 아종으로 간주되기도 하지만, 크기가 더 크고 얼굴에 희미한 줄무늬가 있고 윗턱의 양쪽에 세번째 어금니를 갖고 있다. 유전학 분석 결과에 의해서도 근연 관계가 없는 별도의 종으로 추정된다.

## 특징
납작얼굴과일먹는박쥐는 보통 크기의 박쥐로 성체의 크기는 8~11cm이고 몸무게는 40~69g이다. 몸 대부분이 갈색빛 회색 털이 덮여 있으며 하체로 갈수록 회색빛이 되고 얼굴에 연한 희끄무레한 줄무늬가 있다. 이름처럼 납작한 두개골에 짧은 주둥이를 갖고 있다. 귀는 삼각형 모양으로 끝이 둥글지만 대다수의 다른 박쥐들과 비교하여 짧고 작은 이주를 갖고 있다. 주둥이는 눈에 띄는 삼각형 모양의 잎코를 갖고 있다. 날개는 진한 갈색 또는 검은 색을 띠고 끝이 희다. 다리 사이에 잘 발달한 꼬리 비막이 다리 사이에 뻗어 있지만 꼬리는 밖으로 보이지 않는다.

## 분포 및 서식지
납작얼굴과일먹는박쥐는 안데스 산맥 동부의 남아메리카 북부와 중부 지역 대부분에 걸쳐서 발견된다. 산지와 저지대 열대 숲과 앞이 트인 세하두 지역의 천이 지대를 포함한 해수면과 해발 2000m 사이의 숲 환경에서 서식한다.

## 아종
3종의 아종이 알려져 있다.
- Artibeus planirostris planirostris - 브라질 동부, 파라과이
- Artibeus planirostris fallax - 베네수엘라 남부와 콜롬비아, 기아나, 브라질 중부와 서부 지역을 거쳐 볼리비아 동부, 어르헨티나 북단
- Artibeus planirostris hercules - 페루 동부와 에콰도르 동부

## 습성 및 생태
납작얼굴과일먹는박쥐는 야행성 동물이자 초식동물이다. 거의 전적으로 과일을 먹지만 곤충과 진드기 등을 조금 먹기도 한다. 밤 내내 활동적이며 낮에는 나무 속에 매달려 지낸다. 좋아하는 과일은 비스미아와 무화과나무 열매. 아마존 포도 등이다. 일년 내내 번식할 수 있지만, 적어도 일부 지역에서는 우기철에 번식이 더 흔하다. 임신 기간은 최소 3개월 반 이상 지속되며 한 마리의 새끼를 낳는다.